# Lecanopteris lomarioides
Lecanopteris lomarioides är en stensöteväxtart som först beskrevs av Georg Heinrich Mettenius, och fick sitt nu gällande namn av Edwin Bingham Copeland. Lecanopteris lomarioides ingår i släktet Lecanopteris och familjen Polypodiaceae. Inga underarter finns listade.